# Барнаульский дрожжевой завод
Барнаульский дрожжевой завод — историческое промышленное предприятие в Барнауле, расположено в Центральном районе по улице Мамонтова, 242. Единственный завод по производству дрожжей в Алтайском крае. По состоянию на февраль 2016 года, не функционирует.

## История
«Дрожже-винокуренный завод Зверева» основан в 1914 году компанией «Миролюбовское товарищество» и начал выпускать продукцию в 1916 году. После реконструкции 1935 года предприятие переведено с зерновых культур на кормовую патоку и стало выпускать только хлебопекарные дрожжи. До этого же завод одновременно выпускал дрожжи и спирт.
После реконструкции 1958—1960 годов завод увеличил производительную мощность в 2 раза и довёл выпуск хлебопекарных дрожжей до 4 000 тонн в год.
В 1998—2003 годах был проведена автоматизация производства, были построены новые объекты (котельная, компрессорная, насосная). В этот период завод разработал и оформил патенты на производство йодированных дрожжей, дрожжей из зерна, сыворотки и получения фугата для кормления животных. В 2008 году завод перешёл на природный газ. В 2009 году заводская труба котельной, построенная в 1914 году, была выведена из эксплуатации и законсервирована как историческая память.

## Современное состояние
ОАО «Барнаульский дрожжевой завод» является единственным производителем хлебопекарных дрожжей в Алтайском крае. Он выпускает прессованные дрожжи, которые используются хлебозаводами как разрыхлитель теста и в витаминной промышленности как сырьё для получения витаминов D и B2, в медицине - для получения некоторых лекарственных препаратов и нуклеиновых кислот.
Среднегодовая мощность предприятия — около 2 тыс. тонн.
Имеются свои филиалы в Новокузнецке, Красноярске, Томске, Новосибирске, Ачинске, Ленинск-Кузнецке.
В 2016 году признан банкротом. Производство остановлено. Оборудование либо демонтировано и вывезено, либо сдано в металлолом (восстановление производства невозможно). По состоянию на 2019 год заводские корпуса распроданы различным лицам. Главный корпус завода (памятник архитектуры) передан городу. Все здания находятся в разграбленном состоянии, предположительно большая часть из них будет снесена. История завода закончилась.